# 虚無戦史MIROKU
『虚無戦史MIROKU』（きょむせんしみろく）は、石川賢による日本の漫画、およびそれを原作としたOVA。『月刊少年キャプテン』（徳間書店）連載、単行本全5巻。

## 単行本
- 新書版（徳間書店、少年キャプテンコミックス、全5巻）
  1. 発行日:1988年8月20日
  2. 発行日:1988年11月20日
  3. 発行日:1989年2月15日
  4. 発行日:1989年8月20日
  5. 発行日:1990年3月20日
- 愛蔵版（主婦の友社、電撃コミックス、全3巻）
  1. 発行日:1997年1月15日
  2. 発行日:1997年2月15日
  3. 発行日:1997年2月15日

## OVA

### キャスト
- 夢幻美勒：矢尾一樹
- 夜叉姫：川村万梨阿
- 自雷矢：堀秀行
- 輪法半月斉：塩沢兼人
- 黒死丸：小林通孝
- 泣きのグズ蟲：安西正弘
- 夢幻大権：永井一郎
- 美勒の母：丸尾知子
- 服部半蔵：山寺宏一
- 徳川家康：緒方賢一
- 柳生宗矩：塩屋浩三
- 真田幸村：屋良有作
- 猿飛佐助：曽我部和恭
- 霧隠才蔵：速水奨
- 三好清海入道：佐藤正治
- 三好伊佐入道：吉田理保子
- 穴山小助：沢木郁也
- 根津甚八：小杉十郎太
- 筧十蔵：小林通孝
- 海野六郎：二又一成
- 望月六郎：戸谷公次
- 由利鎌之介：鈴置洋孝

### スタッフ
- 原作：石川賢
- 監督：竹内啓雄
- 脚本：高屋敷英夫、会川昇、日吉恵
- 演出：大賀俊二
- キャラクターデザイン/作画監督：本橋秀之
- 美術監督：宮前光春
- 撮影監督：森口洋輔
- 音響監督：松浦典良
- 音楽：加藤道明
- プロデューサー：吉田祥三、関正博
- 制作協力：J.C.STAFF
- 制作：アニメイトフィルム
- 発売：徳間ジャパン

### 主題歌
オープニングテーマ「STOP THAT!」
作詞 - 彩木沓 / 作曲 - 瀬井広明 / 編曲 - 加藤道明 / 歌 - K-Chan

エンディングテーマ「FOR YOUR DREAM 〜君の夢へ〜」
作詞 - 彩木沓 / 作曲 - 瀬井広明 / 編曲 - 加藤道明 / 歌 - K-Chan

### リリース
1. 「阿邪羅王の復活」（1989年1月10日）
2. 「死闘!九龍対真田」（1989年3月10日）
3. 「選ばれし者!」（1989年5月5日）
4. 「新たなる戦い」（1989年7月5日）
5. 「九龍城炎上」（1989年9月5日）
6. 「銀河への道」（1989年11月5日）